# Моляков, Юрий Иванович
Юрий Иванович Моляков (род. Русская Сорма, Аликовский район, Чувашская АССР — ум. 1991) — советский учёный-экономист, политический деятель. Кандидат экономических наук.
Первый секретарь Новочебоксарского горкома КПСС, первый секретарь Чебоксарского горкома КПСС. Депутат Верховного совета Чувашской АССР.

## Биография
Родился в селе Русская Сорма, Аликовский район, Чувашская АССР.
Юрий Моляков поступил в военно-морское училище в Ленинграде. С приходом к власти Хрущёва армия и военные училища стали сокращаться, и Моляков был переведён в строительный институт.
Когда учился на пятом курсе у Юрия Молякова родился сын Игорь. После учёбы был направлен по распределению в Чувашию — он работал мастером в проектном институте в Чебоксарах. Когда началось строительство Новочебоксарска и потребовались специалисты, его пригласили туда. Участвовал в строительстве Чебоксарского химкомбината в Новочебоксарске.
Работал первым секретарем Новочебоксарского горкома КПСС, первый секретарь Чебоксарского горкома КПСС. Депутат ВС ЧАССР от Молодёжный избирательный округ № 34 Калининского района гор. Чебоксары.

## Труды
- Моляков Ю. И. Совершенствование хозяйственного расчета в строительном комплексе : диссертация … кандидата экономических наук : 08.00.08. — Москва, 1982. — 185 с.
- Жилищно-коммунальное хозяйство в условиях перехода к рыночной экономике / Моляков Ю. И., Браславский Л. Ю., Моляков И. Ю. — Чебоксары: Изд-во Чувашского ЦНТИ, 1992. — 133 с. : схем., табл.

## Семья
Трое сыновей: Игорь, Олег, Михаил.
Супруга окончила текстильный институт в Ленинграде, в Чебоксарах начинала мастером на ХБК, а потом, в Новочебоксарске, работала в центральной заводской лаборатории на «Химпроме» — колористом.